# Balistoides
Balistoides – rodzaj morskich ryb rozdymkokształtnych z rodziny rogatnicowatych (Balistidae). Poławiane przez wędkarzy. Balistoides conspicillum spotykana jest w akwariach.

## Klasyfikacja
Gatunki zaliczane do tego rodzaju:
- Balistoides conspicillum – rogatnica jasnoplama[3]
- Balistoides viridescens – rogatnica zielonkawa[potrzebny przypis]

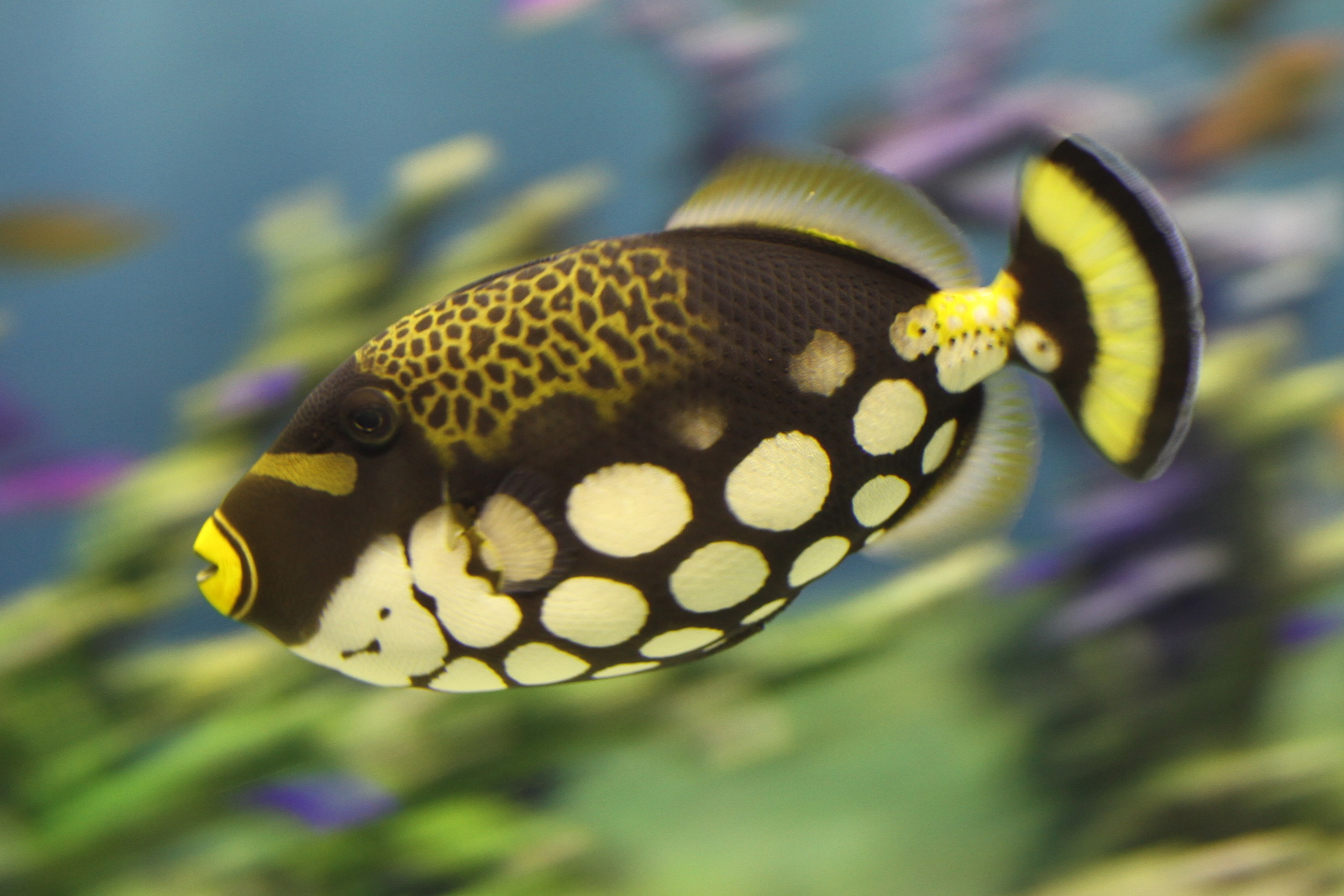
Balistoides conspicillum